# L'Abominable Homer des neiges
L'Abominable Homme des neiges (King of the Hill) est le 23e épisode de la saison 9 de la série télévisée d'animation Les Simpson.

## Synopsis
Au pique-nique de l'église Bart et Todd Flanders constituent une équipe pour attraper le drapeau de l'équipe adverse. Todd prend son père et Bart, Homer. Ce dernier prend le drapeau mais sur les derniers mètres s'écroule. Les enfants lui balancent des œufs. Homer décide de ne plus faire honte à son fils et mange des barres énergétiques pour se muscler. Dans une salle de gymnastique, il se fait remarquer par des producteurs pour escalader le « Pic de la Mort » et sponsoriser la marque de ses barres énergétiques.
Aidé par des sherpas, Homer parvient à atteindre la moitié du sommet mais décide de continuer tout seul malgré le froid et le manque d'oxygène qui le fait délirer. Il atteint une corniche et visite une caverne où il découvre le corps congelé de McAllister, un alpiniste qui avait tenté l'ascension dans les années 1920 avec Abraham Simpson. N'arrivant pas à rejoindre le sommet, Homer plante un drapeau marqué « Simpson » dont le mât fend la montagne. Décapité par l'éboulement, le « Pic de la Mort » a ainsi été vaincu par Homer qui redescend au moyen du cadavre congelé de McAllister. Quand Bart regarde le sommet de la montagne avec sa lunette, il ne voit que le mât mais dit à Homer qu'il est fier de lui.